# Port d'Informació Científica
Ministeri de Ciència, Innovació i Universitats
El Port d'Informació Científica és un centre innovador de suport a la recerca vinculat a la UAB inaugurat el 2004.
Fa servir tecnologies de computació distribuïda que inclouen clúster i Grid, ofereix serveis per gestionar grans quantitats de dades a col·laboracions científiques amb investigadors repartits arreu del món. El PIC és fruit d'una col·laboració entre l'Institut de Física d'Altes Energies (IFAE, consorci entre la Generalitat de Catalunya i la Universitat Autònoma de Barcelona) i el Centro de Investigaciones Energéticas, Mediambiantales y Tecnológicas (CIEMAT, organisme públic d'investigació del Ministeri de Ciència, Innovació i Universitats).
El Centre de Processament de Dades (CPD) del PIC disposa d'un clúster de càlcul amb més de 500 nodes Linux i un servei d'emmagatzematge massiu jeràrquic (en disc i cinta magnètica) amb capacitat aproximada de 7 petaByte de disc i 18 petaByte de cinta magnètica. El PIC alberga el CPD Tier-1 espanyol per tres dels detectors de partícules del Gran Col·lisionador d'Hadrons del CERN de Ginebra. Aquests instruments científics generen una gran quantitat de dades (50 PetaBytes per any) que es distribueixen en temps real a onze centres Tier-1 a tot el món, entre els quals es troba el PIC. Concretament, el PIC dona suport als experiments ATLAS, CMS i LHCb que pertanyen al Gran Col·lisionador d'Hadrons (o LHC per les seves sigles en anglès). També alberga el CPD del telescopi de rajos gamma MAGIC i participa d'altres projectes relacionats amb el processament de dades de diferents àmbits científics, com la recerca mèdica o la cosmologia i astrofísica.
Amb un pressupost de 2 milions d'euros per a 8 projectes de recerca (tant propis com de suport), 23 treballadors (dels quals 8 investigadors) dividits en tres grups de recerca. Estan situats a l'edifici D del Campus de la UAB.

## Serveis i infraestructures[6]

### Computació
El PIC és un centre de computació orientat al rendiment, on es prioritza el rendiment final més que minimitzar la latència. Això significa que és més important finalitzar tantes tasques com sigui possible, fins i tot si això significa que les tasques individuals poden tardar més temps en acabar. Per tant, en lloc de tenir un enorme superordinador amb enllaços de baixa latència com la manera d'aconseguir la potència de càlcul, l'enfocament és tenir moltes petites unitats que, en treballar juntes, aconsegueixen l'objectiu.
La solució de maquinari es basa actualment en HP, Dell i servidors Intel amb processadors Intel Xeon: Actualment tenen (a partir de juliol de 2016) 3 nodes amb 5000 nuclis disponibles. 36 d'aquests nodes estan submergits en el Sistema CarnoJet refrigeració líquida per a una refrigeració més sostenible.

### Emmagatzematge en Cinta
La infraestructura de cintes en PIC s'aprovisiona a través d'una biblioteca StorageTek SL8500 Sun, proporcionant al voltant de 6650 ranures de cinta per cobrir les necessitats de cinta PIC en els propers anys. Enstore és el sistema d'emmagatzematge massiu (desenvolupat en el Fermilab) gestiona 18 PB d'emmagatzematge en cinta i proporcionant accés distribuït a poc més de 8 milions d'arxius distribuïts en les següents tecnologies: gairebé 900 mil arxius en LTO4 (11.2%), 540 mil en LTO5 (6.8%), 3.870 milions en T10KC(48.4%) i 2.7 milions en T10KD (33.6%). També hi ha 11 drives LTO4 (8 en producció i 3 en test), 4 LTO5, 8 T10KC i 5 T10KD.

### Emmagatzematge en Disc
L'emmagatzematge en disc PIC es basa en dCache, un projecte de codi obert que pot mostrar tots els nostres servidors de disc (fins a 60 ~) i servir-los en una zona única de programari (sistema d'arxius). És compatible amb un ampli conjunt de protocols estàndard (WebDAV, FTP, SRM, NFSv41, XRootD, ...) per al repositori de dades i el seu espai de noms. Actualment es gestionen 7PB de dades, és dedica el 5,1% d'espai en disc per als experiments CMS i ATLAS, i del 6,5% per a l'experiment LHCb. A més, el PIC també funciona l'emmagatzematge en disc per l'IFAE ATLAS Tier2 i Tier3, que és el 25% del ATLAS Tier2 Federats espanyols.
A part dels projectes de l'LHC, PIC actua com Tier0 dels experiments MAGIC i PAU, és un dels deu centres de dades de la ciència del consorci Euclides i està augmentant la adquisició de dades per al prototip de telescopi CTA.

### Xarxa
El PIC està connectat a altres centres a través d'una connexió física simètrica de 20 Gbps compartit amb :
- LHCOPN (Xarxa Òptica LHC): connexió amb el CERN i la resta de centres LHC Tier1 que utilitzen una xarxa privada
- LHCONE (LHC obert entorn de xarxa): connexió amb els centres LHC Tier2 utilitzant una xarxa privada
- Connexió a Internet per als usuaris i altres experiments que transfereixen dades al PIC

PIC és part del Grup de Treball d'IPv6 HEPIX que posa a prova la compatibilitat de les aplicacions Grid utilitzades en la WLCG. L'objectiu d'aquest grup de treball és dur a terme proves en tot el rendiment del programari utilitzat pels experiments de la física d'alta energia en un entorn IPv6.
Pel que fa a la xarxa d'àrea local (LAN),el PIC té diverses màquines de 20 Gbps i baixa latència que permeten connectar sistemes d'emmagatzematge i processos per lots i moure una gran quantitat de dades entre ells.

## Física de partícules[6]
L'oficina coordina i dona suport a les activitats de l'LHC (ATLAS, CMS, LHCb), els experiments de Física de Neutrins, VIP (voxel d'imatges PET), i molts altres projectes. Les enormes quantitats de dades produïdes pels experiments de l'LHC requereixen recursos informàtics especials, distribuïts arreu del món per a la reconstrucció de dades, simulació i anàlisi. PIC és un centre Tier-1 WLCG que suporta als experiments del ATLAS, CMS i LHCb, així com una fracció al ATLAS Espanyol centre de Tier-2. Es proporciona una instal·lació Tier-3 per ATLAS, que ajuda els físics locals en la seva anàlisi de les dades. Al voltant del 80% dels recursos desplegats PIC són explotats per les activitats de l'LHC. L'equip PIC té diversos llocs de responsabilitat dins de WLCG, i en els experiments de l'LHC, contribuint activament a les àrees de computació bàsiques. El grup proporciona suport per al grup de recerca a l'IFAE per a l'experiment T2K Neutrino, i a l'explotació dels recursos del Grid per als estudis de disseny de dispositius de PET (projecte VIP). També es proporciona suport tècnic per integrar els fluxos de treball d'experimentació a la xarxa, quan sigui necessari.

## Astrofísica i cosmologia[6]
L'astrofísica i Cosmologia treballa en col·laboració amb diversos grups dins de la comunitat científica dedicada a la investigació dels conceptes astronòmics. Els principals experiments en el camp de l'astrofísica són CTA i MAGIC, la investigació de fonts de raigs gamma d'alta energia a través de la radiació Cherenkov secundària. DES, PAU i Euclides són estudis cosmològics a la recerca d'evidències de l'energia fosca i la matèria fosca a través d'imatges òptiques i de l'infraroig proper. MICE dona suport a estudis cosmològics mitjançant la simulació de la dinàmica de les estructures de matèria fosca a escales molt grans i derivant els catàlegs de galàxies a partir dels mapes resultants de matèria fosca. La gestió de dades per a aquestes col·laboracions cobreix des de l'adquisició de dades a través de l'anàlisi de dades de publicació. Els científics i enginyers del grup estan involucrats en diferents aspectes tècnics i científics de l'explotació de grans conjunts de dades procedents de les simulacions i els telescopis terrestres o de satèl·lit.